# 艾吉耶 (上阿尔卑斯省)
艾吉耶（法語：Aiguilles，法語發音：[ɛɡɥij] ⓘ）是法国上阿尔卑斯省的一个市镇，属于布里扬松区。

## 地理
艾吉耶（44°46'54"N, 6°52'8"E）面积40.16 平方千米，位于法国普罗旺斯-阿尔卑斯-蓝色海岸大区上阿尔卑斯省，该省份为法国东南部内陆省份，北起萨瓦省，西北接伊泽尔省，西南接德龙省，南至上普罗旺斯阿尔卑斯省，东北部与意大利接壤。
与艾吉耶接壤的市镇（或旧市镇、城区）包括：塞尔维耶尔、沙托-维尔维埃耶、凯拉地区莫利讷。

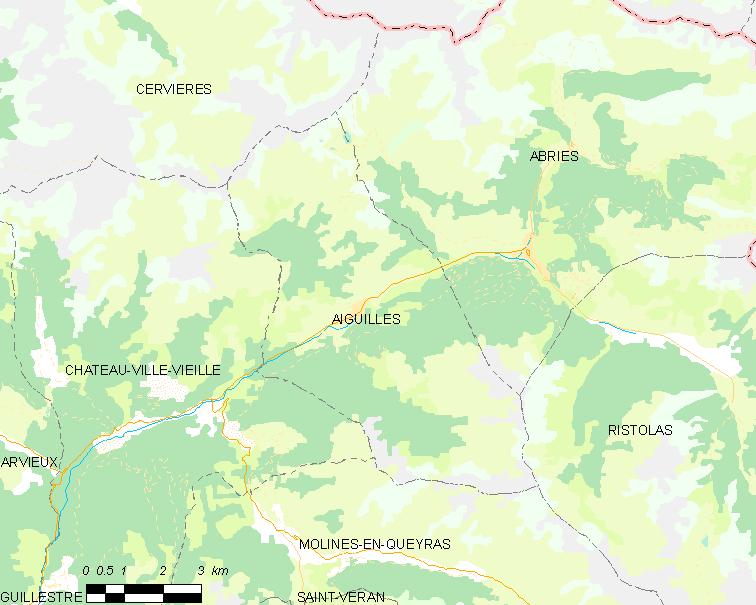
的OSM定位图

艾吉耶的时区为UTC+01:00、UTC+02:00（夏令时）。

## 行政
艾吉耶的邮政编码为05470，INSEE市镇编码为05003。

## 政治
艾吉耶所属的省级选区为吉耶斯特尔县。

## 人口

1962-2008年间人口变化图示

艾吉耶于2022年1月1日时的人口数量为374人。